# Cuerpo rígido

La posición de un cuerpo rígido viene determinada por la posición de su centro de masa y por su disposición (al menos seis parámetros en total).

En mecánica, se considera un cuerpo rígido a un sistema de partículas tal que las distancias entre ellas no varían. Para la mayoría de los cuerpos sólidos en condiciones ordinarias los cambios de forma y tamaño son lo suficientemente pequeños para que puedan despreciarse. Por lo tanto, un cuerpo rígido es aquel objeto o sistema que no sufre deformaciones por efecto de fuerzas externas, es decir, un sistema con partículas cuyas posiciones no cambian. Sin embargo, las estructuras y máquinas reales nunca son totalmente rígidas y se deforman por la acción de cargas que actúan sobre ellas. Un cuerpo rígido es una idealización, que se emplea para efectos de estudios de cinemática, ya que esta rama de la mecánica, únicamente estudia los objetos y no las fuerzas exteriores que actúan sobre ellos.